# Ашик Челеби
Ашик Челеби (псевдоним, имя при рождении Пир Мехмед, 1520—1572) — османский биограф, поэт и переводчик. Занимал должность кадия во многих городах Румелии, наиболее известен своей написанной в 1568 году работой «Мешаир аш-шуара».

## Биография
Родился в Призрене, происходил из семьи сеидов. После смерти отца, умершего в 1535 году, переехал в Филибе, затем в Стамбул. Там окончил медресе, в котором учился у лучших учителей своего времени, и получил превосходное образование. Затем работал в Бурсе судебным секретарём. В 1546 году вернулся в Стамбул. Там благодаря своему учителю Эмиру Гису, получил должность в суде. После этого хотел получить освободившуюся после ухода смерти Реджеба Челеби должность главного духовника в императорском диване, но попал на работу в управление фетвами.
После этого работал в судах многих городов, среди них были Приштина, Сервия, Арта, Кратово, Никополь, Русе и другие. Тем не менее, Челеби не удалось занять должность Накиб-эль-эшрафа, которую занимали его отец и дед, и которую стремился занять он сам.
Перевёл на османский язык в стихотворной форме многие написанные османскими писателями на арабском языке прозаические произведения. Написал «Мешаир аш-шуара», которое представляет собой тазкире — сборник, включающий биографии поэтов и определения связанных с поэзией терминов. Эта работа является прекрасным источником не только в сфере биографии и описания жизни османских поэтов, но и также в ней описано общество и обычаи того стамбульского слоя общества, к которому принадлежал автор. На момент окончания работы над «Мешаир аш-шуара» Челеби занимал должность кадия в Кратово, после этого он преподнес свой труд султану Селиму II. С «Мешаир аш-шуара» было снято 30 копий, что сделало её 2-й по тиражу тезкире после написанной Латифи, с которой была сделана 91 копия.
Долгое время занимал должность кадия в Ускюбе, умер в 1571 или 1572 году. Похоронен там же, в настоящее место его погребения входит в состав района Гази Баба. Могила Челеби, известная как «Ашик Челеби Тюрбе», сильно пострадала во время землетрясения 1963 года, но власти Югославии не предприняли попыток её ремонта.